# Bewlay Lake
Bewlay Lake är en sjö i Kanada.   Den ligger i provinsen British Columbia, i den sydvästra delen av landet, 3 700 km väster om huvudstaden Ottawa. Bewlay Lake ligger 66 meter över havet.
I omgivningarna runt Bewlay Lake växer i huvudsak barrskog. Trakten runt Bewlay Lake är nära nog obefolkad, med mindre än två invånare per kvadratkilometer.